# ناو نورنبرگ
ناو نورنبرگ (به انگلیسی: German cruiser Nürnberg) یک کشتی بود که طول آن ۱۸۱٫۳ متر (۵۹۵ فوت) بود. این کشتی در سال ۱۹۳۴ ساخته شد.